# Барабой (Одесская область)
Барабо́й (укр. Барабой) — село, относится к Одесскому району Одесской области Украины. Ранее входило в состав Овидиопольского района.
Население по переписи 2001 года составляло 1533 человека. Занимает площадь 1,787 км².

## Местный совет
67841, Одесская обл., Овидиопольский р-н, с. Барабой, ул. Ленина, 100.